# Ittysella
Ittysella is een geslacht van vliesvleugeligen uit de familie Trichogrammatidae. De wetenschappelijke naam van dit geslacht is voor het eerst geldig gepubliceerd in 1988 door Pinto & Viggiani.

## Soorten
Het geslacht Ittysella is monotypisch en omvat slechts de volgende soort:
- Ittysella lagunera Pinto & Viggiani, 1988